# Pero simila
Pero simila är en fjärilsart som beskrevs av Robert W. Poole 1987. Pero simila ingår i släktet Pero och familjen mätare. Inga underarter finns listade i Catalogue of Life.